# Bourba
Un bourba (bour ba o buurba en wólof) es aquel que detenta un poder monárquico en el Imperio Jólof.
Hacia fines del siglo XV, los estados wólof de Jolof, Kayor, Baol y Walo se habían federado con Jolof como capital. El primer bourba, Ndiadiane Ndiaye (1212-1256), reinaba sobre los wólof y los gobernantes de los estados federados le debían lealtad, aunque conservaban su soberanía en asuntos internos. Proveían si tributo y aportaban tropas pertrechadas, especialmente de caballería.
La transmisión del mando entre los bourba seguía un sistema de descendencia patrilineal de estricta observancia.
En 1446 los portugueses descubrieron el río Senegal y en 1453 llegaron noticias a Europa del rey "Zucholin", probablemente el bourba Tiukli, y en 1482 del bourba Birame, cuyo hermano visitó Portugal.
Si bien en 1566 la federación había desaparecido, el título continuó siendo utilizado. Así, en 1686 los franceses establecían un tratado con el bourba "Guiolof" y aún en 1855 el bourba conservaba más prestigio que cualquier otro monarca tradicional en Senegal.
Así, era habitual que los reyes de las antiguas provincias acudieran al bourba en busca de consejo en cuestiones políticas importantes y se aceptaba que en esos encuentros solo el bourba podía sentarse en un trono más elevado.
Hay posteriores referencias a los bourba Bakar Teum Khakhy (1865) y Ali Buri (1886) y cuando en 1894 Francia, que había establecido su control tres años antes, dividió la región sur en dos provincias (Sine y Saloum) esperó a la muerte de sus "burs" para incorporar a los distritos a su administración (1898).